# Break the Silence: The Movie
Break the Silence: The Movie (tiếng Hàn: 브레이크 더 사일런스: 더 무비; Romaja: Beureikeu Deo Sailleonseu: Deo Mubi) là một bộ phim tài liệu Hàn Quốc năm 2020 được đạo diễn bởi Park Jun-soo và sản xuất bởi Big Hit Three Sixty, xoay quanh cảnh hậu trường trong chuyến lưu diễn Love Yourself World Tour năm 2018–2019 của nhóm nhạc nam Hàn Quốc BTS. Được quảng bá như phần tiếp theo của bộ phim Bring the Soul: The Movie năm 2019 của nhóm, bộ phim được phát hành vào ngày 10 tháng 9 năm 2020 ở một số quốc gia nhất định và được phân phối bởi Trafalgar Releasing. Bộ phim là chuyển thể của bộ phim tài liệu thứ ba Break The Silence: Docu-Series của nhóm được phát hành trên nền tảng Weverse vào tháng 5.

## Nội dung
Break the Silence: The Movie xoay quanh những câu chuyện trên và ngoài sân khấu trong chuyến lưu diễn Love Yourself World Tour kéo dài 14 tháng của nhóm và tiếp tục thể hiện khía cạnh cảm xúc dễ bị tổn thương của họ, minh họa cách mà họ tách mình ra khỏi hình tượng trên sân khấu. Bộ phim cũng có các phân cảnh tự quay của từng thành viên.

## Bối cảnh và phát hành
Bộ phim được công bố lần đầu tiên vào ngày 7 tháng 8 năm 2020. Ngoài ra, cũng có thông báo cho rằng bộ phim tài liệu thứ ba Bring the Soul: The Movie năm 2019 của BTS sẽ được tái phát hành tại các rạp chiếu phim vào ngày 28 đến 30 tháng 8 và bản xem trước cho Break the Silence sẽ được phát sóng.
Vé xem được mở bán vào ngày 13 tháng 8 năm 2020, ngày mà đoạn giới thiệu cho bộ phim được phát hành. Bộ phim được công chiếu vào ngày 10 tháng 9 ở 70 quốc gia với sự ra mắt đáng kinh ngạc trên hơn vùng 40 lãnh thổ khác nhau bắt đầu từ ngày 24 tháng 9. Ở một số quốc gia nhất định, video âm nhạc của "Dynamite" đã được phát trước khi bộ phim bắt đầu.

## Đón nhận
Nó hiện đã thu được 8.954.345 USD tại các rạp chiếu phim trên toàn cầu.